# فزر عكاري
فزر عكاري (الاسم العلمي:Sideritis akkarensis) هو نوع غير مؤكد من النباتات يتبع جنس الفزر من الفصيلة الشفوية.